# NGC 52
NGC 52 (другие обозначения — UGC 140, MCG 3-1-30, ZWG 456.42, IRAS00120+1818, PGC 978) — спиральная галактика (Sc) в созвездии Пегас.
Этот объект входит в число перечисленных в оригинальной редакции «Нового общего каталога».
Галактика была открыта английским астрономом Уильямом Гершелем 18 сентября 1784.